# Scary Monsters (and Super Creeps) (песня)
«Scary Monsters (and Super Creeps)» — песня британского рок-музыканта Дэвида Боуи, композиция была издана в качестве третьего сингла одноименного альбома, в январе 1981 года. Редакторы журнала New Musical Express Рой Карр и Чарльз Шаар Мюррей описали издание этой песни в формате сингла словами: «В доброй старой традиции доить альбом до тех пор, пока на этом можно заработать» (англ. «in the fine old tradition of milking albums for as much as they could possibly be worth»).
В музыкальном плане композиция была примечательна работой соло-гитариста Роберта Фриппа и отличительным звуком синтезированных ударных. Лирика, спетая Боуи с имитацией кокни-акцента, повествовала об уходе женщины от реальности и спуск в бездну безумия («Когда я смотрю в её голубые глаза, там уже никого нет… Теперь она сумасшедшая на улице, и не может общаться»). Тематически песню сравнивали с композицией Joy Division «She’s Lost Control» (1979) и «клаустрофобными романсами» из альбомов Игги Попа The Idiot и Lust for Life, на которых он сотрудничал с Боуи.
Сингл достиг 20 строчки в британском хит-параде. Кроме винила, он был выпущен в формате аудиокассеты. С тех пор, композиция исполнялась во многих концертных турах Дэвида.

## Список композиций
1. «Scary Monsters (and Super Creeps)» (Дэвид Боуи) — 3:27
2. «Because You’re Young» (Дэвид Боуи) — 4:51

На французском издание сингла, в качестве стороны «Б», фигурировала песня «Up the Hill Backwards».

## Участники записи
- Музыканты:
  - Дэвид Боуи: вокал, клавишные
  - Роберт Фрипп: гитара
  - Джордж Мюррей: бас
  - Деннис Дэвис: ударные
  - Тони Висконти: акустическая гитара на «Scary Monsters (and Super Creeps)»
  - Пит Таунсенд: гитара на «Because You’re Young»
- Продюсеры:
  - Тони Висконти
  - Дэвид Боуи

## Хит-парады
| Хит-парад (1981)       | Высшая позиция |
| ---------------------- | -------------- |
| UK Singles Chart       | 20             |
| Irish Singles Chart    | 17             |
| Canadian Singles Chart | 49             |

## Концертные версии
- Боуи исполнил песню на Saturday Night Live , 8 февраля 1997 года. Эта запись вышла в альбоме Saturday Night Live - 25 Years Volume 1.
- Боуи и Ривз Гэбрелс исполнили полностью акустическую кантри версию этой композиции для канадской радиостанции WRXT, 16 октября 1997 года.
- Боуи много раз исполнял эту песню с группой Nine Inch Nails, во время тура в поддержку альбома 1.Outside.

## Другие издания
- Композиция появилась на следующий сборниках: 
  - Golden Years (1983)
  - The Singles Collection (1993)
  - Best of Bowie (2002)
  - The Platinum Collection (2005)
  - The Best of David Bowie 1980/1987 (2007)
- Кроме того, она вошла в саундтрек к игре для PlayStation, Gran Turismo (1998).

## Кавер-версии
- Frank Black - концертная запись (вместе с Дэвидом Боуи)
- Ex-Voto - Goth Oddity: A Tribute to David Bowie (1999)
- Sepulcrum Mentis - The Dark Side of David Bowie: A Tribute to David Bowie (1997)
- Tides of Mars - .2 Contamination: A Tribute to David Bowie (2006)
- Superchunk - Cup of Sand
- Depussy - Pink Dolphin Music Presents: Scary Monsters (an electronic tribute) (2019)
- London After Midnight - Oddities Too (2022)